# 新扎维多夫斯基
新扎维多夫斯基（羅馬化：Novozavidovskiy）是俄罗斯特维尔州的市级镇，为该州科纳科沃区第三大聚居地、第二大市级镇。地处特维尔州东南方，北侧靠近伏尔加河一支流绍沙河河口；在区行政中心科纳科沃西南、州府特维尔东南方，靠近特维尔州与莫斯科州的州界。附近较大聚居地有列德基诺镇。
镇内设有铁路车站扎维多沃站，位于莫斯科－圣彼得堡线上。M10公路（俄罗斯公路）从该镇东侧不远处经过。
该地2022年人口有6,021人；2010年人口7,479；2002年人口7,893；1989年人口8,950。